# Fernando Andina
Fernando Andina (Madrid, 22 de maio de 1976) é um ator espanhol.
Estudou e teatro nos Estados Unidos e Espanha, e seu primeiro papel principal foi na série Al salir de clase

## Filmografia
- El Palo (2001), de Eva Lesmes.
- Más de mil cámaras velan por tu seguridad (2003), de David Alonso
- El último alquimista (2005), de Nicolás Caicoya.
- El ciclo Dreyer (2006), de Álvaro del Amo.

### Curta-metragem
- Gatos (2002), de Toni Bestard e Adán Martín

## TV
- Al salir de clase (2000-2001). (Telecinco).
- El comisario (2002-2009). (Telecinco).
- Sin tetas no hay paraíso (2009). (Telecinco).
- Gavilanes (2010-2011). (Antena 3).
- Física o Química (2011). (Antena 3).

## Teatro
- Hillbillie wedding
- Aspirina para dos
- nnie get your gun
- Los engranajes
- Tierra de nadie
- 1066971. no IMDb.
- www.teleindiscreta.orange.es